# زيوت نباتية كطاقة بديلة
يتزايد استخدام الزيوت النباتية كمصدر بديل للطاقة بشكل كبير، إذ تشكل الزيوت النباتية أساس الوقود الحيوي الذي قد يضاهي الوقود الطبيعي. قد تستخدم بعض أنواع الزيوت النباتية المخلوطة كوقود في المركبات المعدّلة والمهيأة لاستخدام هذا الشكل من الوقود، بينما يقتصر استخدام الزيوت الأولية (الخام) في مركبات خاصة تملك آلية معينة لحرق الزيت والتقليل من لزوجته وتوتر سطحه. يوجد نوع آخر من الزيوت هو الزيوت النباتية المكررة.
شهد توافر الوقود الحيوي حول العالم  ازديادًا ملحوظًا، ولكن لايزال هذا الازدياد ضئيلا مقارنة بمدى انتشار الوقود التقليدي. يوجد حاليًا دراسات وأبحاث هامة حول طرق زراعة الطحالب بهدف استخلاص الوقود الحيوي منها.
أثار هذا الموضوع قلق الكثيرين لما يترتب عليه من منافسة على الغذاء الذي توفره المحاصيل الزراعية وما لذلك من تأثيرات سلبية على المساحات الزراعية الواسعة التي ستُعدَّل لإنتاج الزيوت النباتية المطلوبة. لذلك، لا بد أن تكون هذه التأثيرات مدروسة بدقة وخاضعة لأبحاث دقيقة وتقييمات اقتصادية وايكولوجية بالإضافة إلى إجراء مقارنات بين الإيجابيات والسلبيات لهذا الموضوع.

## المستقبل الاقتصادي للطاقة العالمية
إن كميات الوقود الصخري الموجودة داخل الأرض محدودة والسبب في ذلك هو اعتماد الاستهلاك العالمي عليها بشكل أساسي في النقل أو توليد الطاقة الكهربائية.
تتنبأ نظرية قمة هيبرت بأن استهلاك النفط سيؤدي إلى انخفاض هام في إنتاجه على المدى القريب، ما سيضطرنا مع مرور الوقت إلى اتباع طرق بديلة لإنتاج الوقود. أوجد الوقود الحجري حلًا لمشكلتين قد نواجهما مستقبلًا : مشكلة الطاقة الأولية، ومشكلة تخزين الطاقة.
قد تلعب تقنيات أخرى دورًا هامًا في المستقبل، وهي تضم إضافةً إلى الزيت الخام والديزل الحيوي:
- توفير الهيدروجين.
- الميتانول.
- الإيتانول.
- توفير الليثيوم.
- بطارية الزنك الهوائية.
- توفير النتروجين السائل.
- الفحم الصناعي.
- الطاقة النووية.
- الطاقة الضوئية.
- طاقة الانصهار.
- طاقة الرياح.
- تخزين طاقة الهواء المضغوط.
- تخزين طاقة عجلة الموازنة.
- الوقود الحيوي.

## إنتاج غاز ثاني أوكسيد الكربون أو الغازات الدفيئة
تنتج النباتات الزيوت من خلال استخلاص غاز ثاني أوكسيد الكربون من الغلاف الجوي للأرض عبر عملية التركيب الضوئي وأشعة الشمس، ليعاد طرح غاز ثاني أوكسيد الكربون عند احتراق الزيوت في المحركات، وبهذا لا تعدّ الزيوت النباتية سببًا في زيادة إنتاج الغازات الدفيئة أو في زيادة إطلاق غاز ثاني أوكسيد الكربون، وبذلك تكون هذه وسيلة لاستثمار وتخزين الطاقة الشمسية.
في جميع الأحوال، سيُلاحظ وجود أثر كربوني (ضئيل نسبيًا) ناجم عن إنتاج الزيوت؛ الأمر الذي ينتج عن مصادر الطاقة المتجددة الأخرى أيضًا.

## الأمان
تعد الزيوت النباتية مواد قليلة السمية مقارنة مع وقود السيارات، والمازوت، والإيثانول والميتانول وغيرها. وهي كذلك تتميز بامتلاكها درجة احتراق أعلى من غيرها ما يقي من حوادث الاحتراق. بالإضافة إلى ذلك، تعتبر بعض أنواع الزيوت النباتية صالحة للاستهلاك ضمن الطعام.

## الاستهلاك والتخزين
تُعالَج مشاكل تخزين الطاقة بتقنيات اقتصاد الهيدروجين والبطاريات وتخزين الهواء المضغوط وطاقة العجلات، ولكن هذه التقنيات لا توفر طاقةً أولية.
يمكن لمصادر الطاقة المختلفة -مثل طاقة الانصهار والطاقة النووية والطاقة الشمسية- أن تحل مشكلة مصدر الطاقة، لكن يوجد صعوبة في تخزين مثل هذه الأنواع من الطاقة.
بالمقابل، تجد الزيوت النباتية حلًا لمشكلتي مصدر وتخزين الطاقة، وتتميز بانخفاض وزنها وتكلفة تخزينها مقارنةً مع غيرها من أنواع الوقود.

## توليد الكهرباء
يمكن إنتاج الطاقة الكهربائية بأقل تكلفة بطرق مختلفة من عدة مصادر مثل الطاقة النووية، طاقة الانصهار، طاقة الرياح والطاقة الشمسية، وبذلك سيقتصر استخدام الزيوت النباتية على محطات الطاقة الذرية أو محطات الطاقة الصغرى.
يوجد محطة واحدة على الأقل تعمل بالوقود الحيوي بطاقة 5 ميجا واط، وتقوم شركة مان بي آند دبليو للنفط -وغيرها من الشركات الأخرى- بتصنيع محركات تعتمد على الزيوت النباتية النقية.

## التأثيرات البيئية
قد يؤدي استخراج الزيوت النباتية إلى استبدال الأشجار القديمة بأشجار النخيل؛ وهو ما سيؤثر على الغابات وانتشارها. تُحرَق الأراضي بعد تفريغها، وبالتالي سوف تزداد نسبة الغازات الضارة أي CO2، ومع تقدم الزمان سيزداد استخدام الزيوت النباتية لتستبدل البنزين والمازوت؛ الأمر الذي سيترتب عليه عدة تغيرات بيئية.

## الغذاء مقابل إنتاج الوقود
أدى ارتفاع أسعار الزيوت النباتية إلى مشاكل عديدة في بعض البلدان الفقيرة، وقد فسر بعضهم ذلك بالتنافس الذي يفرضه استخدام الزيت كوقود في البلدان الغنية وبين استخدامه كغذاء في البلدان الفقيرة. نوّه آخرون إلى إمكانية استخدام الزيوت النباتية غير الصالحة للطعام مثل زيت جوز بربادوس كحل لذلك، ومع هذا يشير البعض إلى أن المشكلة أكثر جوهرية من ذلك.
يتنبأ قانون العرض والطلب بارتفاع سعر الغذاء في حال قل عدد المزارعين، ولكن هذا سيتطلب القليل من الوقت لكي يقوم المزارعون بتغيير المحاصيل التي يزرعونها. أبدى البعض رأي مغاير؛ إذ سيؤدي زيادة الطلب على الوقود الحيوي إلى ارتفاع في أسعار أنواع عديدة من الأطعمة. يشير البعض إلى أنّ ذلك سيشكل دخلًا إضافيًا للمزارعين الفقراء في البلدان الفقيرة.
إن استخدام الزيوت النباتية غير الصالحة للطعام المستخلصة من أشجار ميليتيا بيناتا المعروفة سابقًا بالبونغاميا الريشية أو أشجار البان الزيتي التي يتركز نموها في المناطق الحدودية أو غير الزراعية جعل مشكلة التنافس بين إنتاج الوقود والغذاء أقل تعقيدًا.
تملك هذه الأشجار فوائد هامة أكثر من فول الصويا والفول السوداني وعباد الشمس، فهذه الأنواع من الأشجار تتميز بعمر طويل (أكثر من100سنة)، بالإضافة إلى عدم حاجتها للرعاية المكثفة؛ إذ يتركز الاهتمام بشكل أكبر خلال السنوات الأولى من نموها، ما جعلها مصدرًا لكسب الأموال في المناطق الريفية، كريف الهند مثلًا.
تعتبر أشجار البان الزيتي -وأنواع مشابهة لها- نوع من البقوليات المثبتة للنتروجين، وهي بذلك لا تستهلك التربة إضافة إلى أنها تتمتع بجذور عميقة لا تؤثر على نباتات الجذور الضحلة كالعشب؛ أي أنّ استخدام الأرض لأغراض متعددة مثل رعي الحيوانات ممكنًا. تُستخدم أشجار ميليتيا بيناتا لإنتاج الوقود الحيوي؛ فهي تتحمل سقوط أمطار منخفضة (أقل من 250 مل في السنة)، أي أقل بكثير مما تتطلبه معظم المحاصيل الغذائية .

## استخدام الطحالب في إنتاج الزيوت النباتية
قد تصل نسبة الزيوت النباتية الموجودة في بعض أنواع الطحالب إلى ما يقارب 50% من الزيوت النباتية. تملك الطحالب معدل نمو مرتفع مقارنةً بغيرها من النباتات الأخرى المستخدمة في إنتاج الزيوت، فضلًا عن أن الكميات التي تُستَخلَص من الطحالب تفوق بشكل كبير كمية الزيوت المستخلصة من زراعة المحاصيل بالطريقة التقليدية؛ لذلك قد تلعب دورًا في التقليل من تدمير الغابات ومن التنافس على الأراضي الزراعية لإنتاج الغذاء.
كتب أحد الخبراء ما يلي: «كما هو موضح هنا، فإن الوقود الحيوي المجهري ممكن تقنيًا، وهو الوقود الوحيد المتجدد الذي يمكن أن يحل بشكل كامل مكان الوقود السائل المشتق من البترول، ولكن تحتاج ميزانية إنتاج الوقود الحيوي إلى تحسين كبير لجعلها قادرة على المنافسة مع الوقود المشتق من البترول؛ وهذا يبدو قابلًا للتحقيق».
يسهل غاز ثنائي أوكسيد الكربون النقي الناتج عن احتراق الوقود الأحفوري المولد للكهرباء زراعة الطحالب بشكل كبير؛ باعتبار ان زراعتها تتطلب كميات كبيرة من غاز ثاني أوكسيد الكربون، وإن اعتمدنا في الحصول عليه على الهواء الجوي فقط، فإننا سنخاطر باستهلاك بعض الكائنات للطحالب. أبدى الحصول على الكربون من المداخن نتائجًا جيدة، ولذلك يوجد العديد من المصانع التجارية الرائدة قيد الإنشاء.
قد تفرض الحكومات -التي تحاول موازنة التكاليف الخارجية لمحطات الطاقة المعتمدة على الفحم- ضريبة كربون أو ائتمان كربون؛ الأمر الذي سيوفر حافزًا إضافيًّا لاستخدام غاز ثاني أوكسيد الكربون من المداخن.
بدأت أعمال بحث وتطوير كبيرة في هذا المجال، لكن اعتبارًا من عام 2007، لم يُنتَج زيت نباتي تجاري من الطحالب لاستخدامه كوقود حيوي. تستثمر إكسون موبيل 600 مليون دولار أمريكي وتقدّر بأنها تبعد ما بين 5 إلى 10 سنوات من الإنتاج الكبير، ولكنها قد تستثمر المليارات في التطوير النهائي والتجاري. وحالما يُتغلّب على تحديات الاستغلال التجاري، سيتوسع إنتاج الزيوت النباتية بسرعة كبيرة.
دعم الرئيس أوباما في عام 2012 فكرة الحصول على النفط من الطحالب.